# Trachylepis makolowodei
Trachylepis makolowodei là một loài thằn lằn trong họ Scincidae. Loài này được Chirio, Ineich, Schmitz & Lebreton mô tả khoa học đầu tiên năm 2008.